# Mesta (Castille)
Pour les articles homonymes, voir Mesta (homonyme).

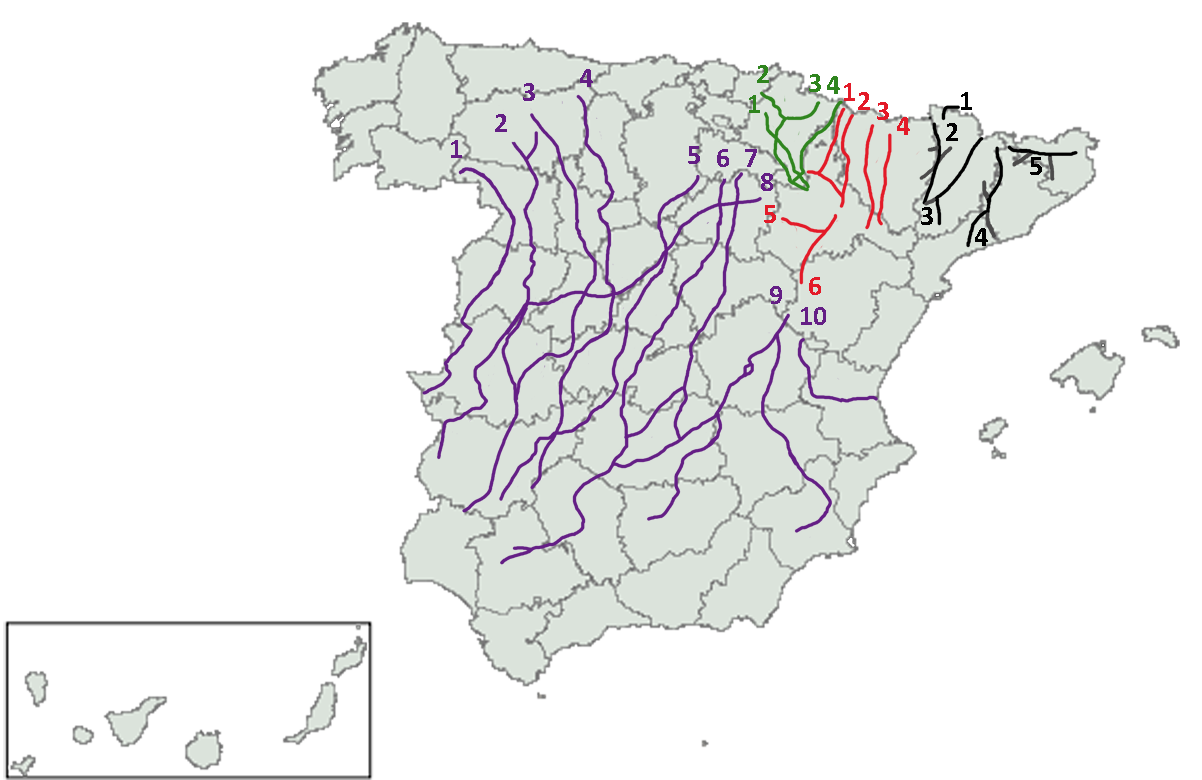
Principales voies de transhumances

La Mesta, aussi appelée Honrado Concejo de la Mesta de Pastores, est une association de propriétaires de troupeaux transhumants de Castille. 

## Histoire
Elle est créée en 1273 par le roi Alphonse X de Castille et supprimée en 1836. Elle règlemente le passage des troupeaux, leur interdisant les propriétés des nobles, des villes et des ordres monastiques, les soumettant à des contrôles vétérinaires et à des taxes. L'Aragon connaît une institution similaire, la Casa de Ganaderos de Saragosse fondée en 1218.
Avec la Dogana delle pecore de Foggia, la Mesta fait partie des deux grands systèmes de transhumance en Méditerranée occidentale.
Les moutons suivent les trois « cañadas reales » (Leonesa, Segoviana et de la Mancha) pour descendre du Nord vers l’Estrémadure ou l’Andalousie. En 1477, environ 3 millions d'ovins transhument. Cet élevage est tourné vers la production de laine exportée vers la Flandre. Ses effets sur l’agriculture sédentaire sont néfastes, et des conflits multiples éclatent avec les paysans, qui tournent à l’avantage des éleveurs parmi lesquels figurent de grands propriétaires ecclésiastiques (ordres de Santiago, d’Alcántara et de Calatrava) et les plus grands nobles de Castille.
Des foires et des ateliers textiles s'installent le long des cañadas, comme à Medina del Campo, Burgos, Tolède, Ciudad Real ou Albacete.
Un décret de 1501 accorde à tout membre de la Mesta la tenure perpétuelle de tout champ occupé périodiquement par ses moutons.
Pour restreindre ses empiètements et la stérilisation des sols, Philippe V d'Espagne tente d’imposer d’abord à la Castille et à l'Aragon, puis à toute l’Espagne en 1738, la mise en défens des communaux. Il faudra renoncer à cette mesure pour des raisons fiscales en 1748, moyennant une augmentation des taxes sur la laine.
En 1786, elle perd son droit de possession. Les pâturages peuvent désormais être clos et cultivés. Elle est définitivement supprimée en 1836.